# Clyde (Nueva York)
Clyde es una villa ubicada en el condado de Wayne en el estado estadounidense de Nueva York. En el año 2000 tenía una población de 2,269 habitantes y una densidad poblacional de 396 personas por km².

## Geografía
Clyde se encuentra ubicada en las coordenadas 43°5′3″N 76°52′13″O / 43.08417, -76.87028.

## Demografía
Según la Oficina del Censo en 2000 los ingresos medios por hogar en la localidad eran de $31,053, y los ingresos medios por familia eran $41,518. Los hombres tenían unos ingresos medios de $33,553 frente a los $25,347 para las mujeres. La renta per cápita para la localidad era de $15,211. Alrededor del 10.6% de la población estaban por debajo del umbral de pobreza.